# Peter Wald
Peter Wald junior:113 (* 12. Februar 1883; † 17. Juli 1954) war ein deutscher Architekt. Er wirkte vor allem in seinem heute zum Bonner Stadtbezirk Bad Godesberg gehörigen Wohnort Mehlem.

## Leben
Auf Wald gehen allein in Mehlem etwa 40 bis 50 Wohnhäuser zurück. Als sein bedeutendstes Projekt kann die Ausführung des umfassenden Umbaus der Villa Deichmann in der „Mehlemer Aue“ zu einem schlossartigen Anwesen für den Bankier Wilhelm Theodor Deichmann (1864–1929) in den Jahren 1910 bis 1912 gelten, den er – möglicherweise ohne einen eigenen Entwurf beizusteuern – im Wesentlichen nach den Ideen des Bauherrn umsetzte.:182
Wald betätigte sich auch kommunalpolitisch. Am 2. November 1919 und erneut am 4. Mai 1924 wurde er zum Gemeindeverordneten in Mehlem gewählt. Von 1921 bis 1930 wirkte Wald als ehrenamtlicher Beigeordneter der Bürgermeisterei Godesberg (ab 1927 Amt Godesberg). Ab dem 12. Februar 1946 war er Stadtverordneter der CDU in Bad Godesberg. 1947 wurde Wald zum Vorsitzenden des „Verschönerungsvereins Mehlem (VVM)“ gewählt, der 1965 im „Verein für Heimatpflege und Heimatgeschichte Bad Godesberg e.V.“ aufging. Beide Ämter bekleidete er bis zu seinem Lebensende.

## Werk (Auswahl)

### Bauten in Bonn
| Planungsbeginn; Bauzeit | Ortsteil  | Adresse                | Bild           | Objekt                    | Maßnahme                                                       | Anmerkungen                                                           |
| ----------------------- | --------- | ---------------------- | -------------- | ------------------------- | -------------------------------------------------------------- | --------------------------------------------------------------------- |
| 1908; 1910–1911         | Mehlem    | Rüdigerstraße 36 Lage  | weitere Bilder | Villa:113–116             | Neubau:113 f.                                                  | Denkmalschutz                                                         |
| 1910; 1910–1912         | Rüngsdorf | Deichmanns Aue 29 Lage | weitere Bilder | Villa Deichmann           | Umbau: Ausführung (Bauherr: Wilhelm Theodor von Deichmann):182 | heute Sitz des Bundesamts für Bauwesen und Raumordnung; Denkmalschutz |
| 1912; 1912              | Mehlem    | Rüdigerstraße 6 Lage   |                | Villa (erbaut 1894):12 f. | Umbau:13                                                       | zeitweise Kanzleigebäude der Botschaft von Benin; 1974 abgebrochen:13 |
| 1912; 1912              | Mehlem    | Schlossallee 19 Lage   | weitere Bilder | Villa:235–238             | Neubau:237                                                     | Denkmalschutz                                                         |
| 1925; 1925              | Mehlem    | Rüdigerstraße 10 Lage  |                | Villa                     | Umbau                                                          | ehemals Kanzleigebäude der Botschaft von Benin                        |
| 1930; 1930              | Mehlem    | Rüdigerstraße 14 Lage  |                | Villa:108–110             | Umbau:110                                                      | Denkmalschutz                                                         |
| 1931; 1931              | Mehlem    | Rüdigerstraße 2 Lage   |                | Gärtnerhaus:106 f.        | Umbau zur Villa:106 f.                                         | Denkmalschutz                                                         |

Nicht ausgeführte Entwürfe:

- 1947: Mehlem, Rüdigerstraße 92–98, Villa Emil vom Rath (erbaut 1872/73, 1955 abgebrochen)[1]:127–131, Entwurf zur Instandsetzung und Herrichtung in ein Altenheim (Bauherr: Diözesan-Caritasverband)[1]:129

### Bauten außerhalb von Bonn
| Bauzeit   | Gemeinde Ortsteil                     | Adresse | Bild | Objekt                     | Maßnahme | Anmerkungen             |
| --------- | ------------------------------------- | ------- | ---- | -------------------------- | -------- | ----------------------- |
| 1928–1929 | Stadt Remagen Ortsbezirk Rolandswerth | Lage    |      | Gaststätte am Rolandsbogen | Neubau   | 2001 teilweise zerstört |